# Kostelany
Kostelany – gmina w Czechach, w powiecie Kromieryż, w kraju zlińskim. Według danych z dnia 1 stycznia 2012 liczyła 568 mieszkańców.
Dzieli się na trzy części:
- Kostelany
- Lhotka
- Újezdsko